# Colobothea rincona
Colobothea rincona är en skalbaggsart som beskrevs av Giesbert 1979. Colobothea rincona ingår i släktet Colobothea och familjen långhorningar.
Artens utbredningsområde är Costa Rica. Inga underarter finns listade i Catalogue of Life.